# Bombardeo de la embajada china en Belgrado
El bombardeo de la embajada de la República Popular China en Belgrado se produjo el 7 de mayo de 1999, durante el bombardeo de la OTAN sobre Yugoslavia.

## Historia
Cinco bombas JDAM lanzadas por Estados Unidos alcanzaron la embajada de China en el distrito de Belgrado de Nuevo Belgrado, matando a tres periodistas chinos e indignando a la opinión pública china. El presidente estadounidense Bill Clinton se disculpó formalmente por el bombardeo, al que calificó de accidental.
Según el gobierno de Estados Unidos, la intención era bombardear la cercana Dirección Federal Yugoslava de Suministros y Adquisiciones. El director de la Agencia Central de Inteligencia (CIA), George Tenet, testificó ante un comité del Congreso que el bombardeo fue el único de la campaña organizado y dirigido por su agencia, y que la CIA había identificado las coordenadas erróneas de un objetivo militar yugoslavo en la misma calle. El gobierno chino emitió una declaración el día del atentado, afirmando que se trataba de un "acto bárbaro".